# Конвенто Ло Спеко (Терни)
Конвенто Ло Спеко је насеље у Италији у округу Терни, региону Умбрија.
Према процени из 2011. у насељу је живело 2 становника. Насеље се налази на надморској висини од 566 м.